# Michael Jackson: The Ultimate Collection
Michael Jackson: The Ultimate Collection släpptes 2004 och är en samlingsbox på fyra skivor med musik av Michael Jackson, den femte skivan är livekonserten från Bukarest från Dangerous Tour.

## Låtarna på skivorna

### Disk 1
1. "I Want You Back" - The Jackson 5
2. "ABC" - The Jackson 5
3. "I'll Be There" - The Jackson 5
4. "Got to Be There"
5. "I Wanna Be Where You Are"
6. "Ben"
7. "Dancing Machine" - Singel Version - The Jackson 5
8. "Enjoy Yourself" - The Jacksons
9. "Ease on Down the Road" (med Diana Ross)
10. "You Can't Win"
11. "Shake Your Body (Down to the Ground)" — early demo - The Jacksons
12. "Shake Your Body (Down to the Ground)" — singel - The Jacksons
13. "Don't Stop 'til You Get Enough"
14. "Rock with You"
15. "Off the Wall"
16. "She's Out of My Life"
17. "Sunset Driver" - Demo
18. "Lovely One" - The Jacksons
19. "This Place Hotel" - The Jacksons

### Disk 2
1. "Wanna Be Startin' Somethin'"
2. "The Girl Is Mine" (med Paul McCartney)
3. "Thriller"
4. "Beat It"
5. "Billie Jean"
6. "P.Y.T. (Pretty Young Thing)" - Demo Version
7. "Someone in the Dark"
8. "State of Shock" - The Jacksons
9. "Scared of The Moon"
10. "We Are the World"
11. "We Are Here to Change the World"

### Disk 3
1. "Bad"
2. "The Way You Make Me Feel"
3. "Man in the Mirror"
4. "I Just Can't Stop Loving You" - Michael Jackson, Siedah Garrett
5. "Dirty Diana"
6. "Smooth Criminal"
7. "Cheater"
8. "Dangerous" — Tidig version
9. "Monkey Business"
10. "Jam"
11. "Rember The Time"
12. "Black or White"
13. "Who is It"
14. "Someone Put Your Hand Out"

### Disk 4
1. "You Are Not Alone"
2. "Stranger in Moscow"
3. "Childhood"
4. "On the Line"
5. "Blood on the Dance Floor"
6. "Fall Again"
7. "In the Back"
8. "Unbreakable"
9. "You Rock My World"
10. "Butterflies"
11. "Beautiful Girl"
12. "The Way You Love Me"
13. "We've Had Enough"

### Disk 5
Live från Bucharest 92
1. "Jam"
2. "Wanna Be Startin' Somethin'"
3. "Human Nature"
4. "Smooth Criminal"
5. "I Just Can't Stop Loving You"
6. "She's out of My Life"
7. "Medley"
8. "I'll Be There"
9. "Thriller"
10. "Billie Jean"
11. "Working Day and Night"
12. "Beat It"
13. "Will You Be There"
14. "Black or White"
15. "Heal the World"
16. "Man in the Mirror"